# Pacte de retro vendendo
En droit romain, le pacte de retro vendendo désigne un type de résiliation d'un contrat de vente.
Il s'agit de l'hypothèse dans laquelle le vendeur se réserve la possibilité discrétionnaire de résoudre la vente pour quelque motif que ce soit pendant un certain délai. Il suffira simplement au vendeur de restituer le prix qui lui a été payé.